# Jack Heath
Pour l’article homonyme, voir Heath.
Œuvres principales
- Mange tes morts

Jack Heath, né le 23 août 1986 à Sydney, est un écrivain australien.

## Biographie
Jack Heath a enseigné l'écriture créative à l'Institut de technologie de Canberra. Il habite à Canberra. Il a créé la série de livres jeux 30 minutes pour survivre, publiée en France aux éditions Albin Michel, complétée par d'autres titres écrits par d'autres auteurs, dont Bertrand Puard et Olivier Gay.

## Œuvres

### SérieSix of Hearts
1. (en) The Lab, 2006
2. (en) Remote Control, 2007
3. (en) Third Transmission, 2009
4. (en) Dead Man Running, 2012

### SérieArthur
1. (en) Money Run, 2008
2. (en) Hit List, 2010

### SérieMonstreville
1. La Plante carnivore, Bayard jeunesse, coll. « Frisson », 2017 ((en) The Human Flytrap, 2015), trad. Marie Leymarie, 144 p.  (ISBN 978-2-7470-6347-0)
2. L'Armée des araignées, Bayard jeunesse, coll. « Frisson », 2017 ((en) The Spider Army, 2015), trad. Marie Leymarie, 149 p.  (ISBN 978-2-7470-6348-7)
3. Le Livre hanté, Bayard jeunesse, coll. « Frisson », 2017 ((en) The Haunted Book, 2015), trad. Marie Leymarie, 148 p.  (ISBN 978-2-7470-6349-4)
4. Le Tueur de calamars, Bayard jeunesse, coll. « Frisson », 2017 ((en) The Squid Slayer, 2015), trad. Marie Leymarie, 136 p.  (ISBN 978-2-7470-6350-0)

### Série30 minutes pour survivre
1. Braquage sous haute tension, Albin Michel jeunesse, 2017 ((en) Deadly Heist, 2015), trad. Sébastien Guillot, 160 p.  (ISBN 978-2-226-39773-7)Réédition au format numérique sous le titre Le Braquage mortel, AdA, 2019, trad. Patricia Guekjian 138 p. (ISBN 978-2-89786-733-1)
2. Panique en altitude, Albin Michel jeunesse, 2017 ((en) Bullet Train Disaster, 2016), trad. Sébastien Guillot, 160 p.  (ISBN 978-2-226-39672-3)Réédition au format numérique sous le titre Catastrophe pour le train à grande vitesse, AdA, 2018, trad. Sophie Beaume 138 p. (ISBN 978-2-89786-555-9)
3. Piège en haute mer, Albin Michel jeunesse, 2017 ((en) Shockwave, 2016), trad. Sébastien Guillot, 160 p.  (ISBN 978-2-226-39772-0)Réédition au format numérique sous le titre L'Onde de choc, AdA, 2018, trad. Sophie Beaumee 130 p. (ISBN 978-2-89786-558-0)

### SérieThe Danger
1. (en) 300 Minutes Of Danger, 2016
2. (en) 400 Minutes Of Danger, 2017
3. (en) 500 Minutes Of Danger, 2018
4. (en) 200 Minutes Of Danger, 2020

### SérieLes Chroniques de Kelton
1. L'Appli Vérité, Flammarion jeunesse, 2020 ((en) The Truth App, 2018), trad. Faustina Fiore, 318 p.  (ISBN 978-2-08-149565-4)
2. Portés disparus, Flammarion jeunesse, 2020 ((en) No Survivors, 2018), trad. Faustina Fiore, 328 p.  (ISBN 978-2-08-149566-1)Publié également sous le titre The Missing Passenger
3. Secret d'État, Flammarion jeunesse, 2020 ((en) The Set-up, 2019), trad. Faustina Fiore, 320 p.  (ISBN 978-2-08-151881-0)
4. (en) Lockdow, 2019
5. (en) Armageddon, 2019

### SérieThe Fero Files
1. (en) The Cut Out, 2015
2. (en) The Fail Safe, 2016

### SérieTimothy Blake
1. Mange tes morts, Super 8, 2018 ((en) Hangman, 2018), trad. Charles Bonnot, 400 p.  (ISBN 978-2-37056-105-3)
2. (en) Hunter, 2019Publié également sous le titre Just One Bite
3. (en) Hideout, 2020
4. (en) Headcase, 2022

### Romans indépendants
- (en) Ink, Inc., 2013
- (en) Replica, 2014